# Arachnothryx glabrata
Arachnothryx glabrata är en måreväxtart som först beskrevs av Paul Carpenter Standley, och fick sitt nu gällande namn av Julian Alfred Steyermark. Arachnothryx glabrata ingår i släktet Arachnothryx och familjen måreväxter. Inga underarter finns listade i Catalogue of Life.